# Ondřej Šindelář
Ondřej Šindelář(* 1. února 1981 v Plzni) je sochař, restaurátor a pedagog působící na Plzeňsku. Jeho strýcem je akademický malíř a sochař Jaroslav Šindelář (* 11. června 1950 v Plzni), jeho bratrancem je sochař, restaurátor historických sochařských děl a pedagog výtvarné výchovy Mgr. Jaroslav Šindelář mladší (* 3. prosince 1972 ve Vsetíně). V letech 1996 až 2000 absolvoval Ondřej Šindelář Soukromou střední uměleckoprůmyslovou školu Zámeček (SUPŠ Zámeček) v Plzni. Od roku 2003 vede na této škole praktická cvičení (předměty: písmo, štukatérství a 3D vizualizace).

## Významná díla
Spolu s architekty Janem Beranem, Františkem Rybou a Václavem Valným stál jeho bratranec Mgr. Jaroslav Šindelář mladší u zrodu myšlenky obnovit pomník T. G. Masaryka v Mostě. Společně pak oba bratranci Šindelářovi z původních fragmentů sochy zrekonstruovali třímetrovou bronzovou sochu. Fragmenty původní sochy získali v květnu 2012 a na rekonstrukci pracovali až do listopadu 2013, kdy byl jejich sádrový model převezen do slévárny.